# 하경근
하경근(河璟根, 1932년 4월 1일~2015년 1월 14일)은 대한민국의 정치인이다. 제15대 국회의원을 지냈다. 본관은 진양.

## 학력
- 중앙대학교 정경대학 학사(1956)
- 미국 남감리교 대학교 법과대학 대학원 법학석사
- 미국 워싱턴 대학 박사과정 수료

## 경력
- 개혁신당 고문
- 통합민주당 최고위원
- 한나라당 정책의장
- 중앙대학교 교수
- 중앙대학교 부총장
- 중앙대학교 총장
- 한나라당 정책위의장
- 한나라당 당무위원
- 한나라당 통일위원장

## 역대 선거 결과
| 실시년도 | 선거  | 대수 | 직책     | 선거구 | 정당         | 득표수      | 득표율         | 순위       | 당락 | 비고 |
| -------- | ----- | ---- | -------- | ------ | ------------ | ----------- | -------------- | ---------- | ---- | ---- |
| 1996년   | 총선  | 15대 | 국회의원 | 전국구 | 자유민주연합 | 3,178,474표 | \| \| 16.2% \| | 전국구 6번 |      | 초선 |
|          | 16.2% |      |          |        |              |             |                |            |      |      |